# Joseph Zerilli

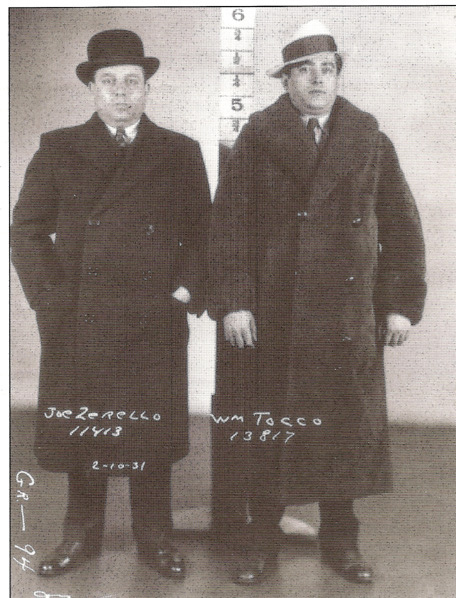
„Black Bill“ Tocco & „Joe“ Zerilli (1931)

Joseph „Joe the old Man“ Zerilli (geb. Giuseppe Zerilli), auch bekannt als „Joe Uno“ oder „Joe Z.“ (* 10. Dezember 1897 in Terrasini (Sizilien); † 30. Oktober 1977 in Wayne County (Michigan)), war ein italienisch-amerikanischer Mobster der amerikanischen Cosa Nostra und etwa vier Jahrzehnte lang das Oberhaupt der Zerilli-Familie (Detroit Crime Family), auch bekannt als Detroit Partnership oder Detroit Combination.

## Leben
Joseph Zerilli wurde unter dem Namen Giuseppe Zerilli in Terrasini (Sizilien) als Sohn von Anthony und Rosalie Zerilli geboren und emigrierte mit 17 Jahren in die vereinigten Staaten.
Zu Beginn der Prohibition, während seiner Zeit als Tagelöhner bei der Detroit Gas Company, arbeitete Zerilli in den frühen 1920er Jahren mit der Purple Gang zusammen, einem Zusammenschluss von zum Großteil jungen, jüdischen Emigranten, die sich kriminalisierten und als Diebe und bewaffnete Räuber auftraten. Zerilli wurde mit Mobstern wie Gaspar Milazzo in illegalen Geschäftsfeldern wie Kreditwucherei, Erpressung, Drogenhandel, Gewerkschaftskorruption und Buchmacherei tätig.
Zu dieser Zeit wurde der Mafioso Angelo Meli von Familienoberhaupt Salvatore Catalanotte zum Anführer einer Fraktion namens Eastside Mob ernannt, dem „Bill“ Tocco und „Joe“ Zerilli als rechte Hand dienen sollten. Im Jahr 1931 kam Tocco an die Spitze der Organisation und Zerilli wurde zum Underboss ernannt, Angelo Meli diente als Consigliere. Toccos Herrschaft dauerte etwa 5 Jahre an, bis er im März 1936 wegen Steuerhinterziehung angeklagt wurde. Er trat zurück und Joe Zerilli wurde sein Nachfolger. Obwohl Tocco zu acht Jahren Gefängnis verurteilt wurde, blieb er bis zu seinem Ruhestand im Jahr 1963 Zerillis Nummer zwei als Underboss.
Joseph „Joe Z.“ Zerilli führte die Familie während der nächsten vier Jahrzehnte, bis zu seinem Tod im Jahr 1977. Eine solch lange Amtszeit als Boss haben in der Geschichte der amerikanischen Cosa Nostra neben ihm nur wenige Bosse erreicht, wie z. B. Stefano Magaddino aus Buffalo, James Lanza aus San Francisco und Carmine Persico, Jr. von der Colombo-Familie aus New York City. Zerilli wurde einer der einflussreichsten und intern respektiertesten Mafia-Bosse in Amerika und hielt ab den frühen 1960er Jahren auch Sitz in der amerikanischen Mafia-Kommission. Joe Z. ging ab dem Jahr 1964 in den Halb-Ruhestand und ernannte seinen Sohn Anthony Joseph Zerilli, auch bekannt „Tony Z.“, zum amtierenden Boss; dieser wurde jedoch 1974–1979 zusammen mit seinem Consigliere Giovanni Priziola inhaftiert und sein Vater übernahm während dieser Zeit bis zu seinem Tod wieder die vollständige Leitung.
Obwohl er mit zahlreichen Unterwelt-Morden in Verbindung gebracht wurde, wurde Zerilli in seinem Leben nur zweier Straftaten für schuldig befunden: Geschwindigkeitsüberschreitung und illegaler Waffenbesitz.
Am 30. Oktober 1977 starb Joseph Zerilli eines natürlichen Todes und wurde auf dem Mount Olivet Friedhof in Detroit begraben.